# Mick Jones (Foreigner)
Michael Leslie "Mick" Jones (Portsmouth, Hampshire; 27 de diciembre de 1944) es un guitarrista y compositor británico, más conocido como miembro fundador de la banda de rock Foreigner. Antes formó parte de la banda Spooky Tooth.

## Vida y carrera
Jones nació en Portsmouth, Hampshire. Comenzó su carrera musical a principios de 1960 como miembro de la banda Nero and the Gladiators, que tuvo dos éxitos menores en las listas británicas de 1961. Después de su disolución, Jones trabajó como compositor y músico de sesión para artistas como Sylvie Vartan y Johnny Hallyday, para quienes escribió muchas canciones, entre ellas "Je suis né dans la rue" y "À tout casser" (que cuenta con Jimmy Page en la guitarra), hasta que se unió a Gary Wright, exintegrante de la banda Spooky Tooth, para formar Wonderwheel. En 1973, Jones y Wright reformaron Spooky Tooth, y luego Jones pasó a formar parte de la banda de Leslie West. También tocó la guitarra en el álbum Wind of Change (1972) de Peter Frampton y Dark Horse (1974) de George Harrison.
En 1976 formó Foreigner con Ian McDonald y reclutó al cantante Lou Gramm. Jones coprodujo todos los álbumes del grupo y coescribió la mayoría de sus canciones con Gramm. Jones escribió el sencillo más exitoso de la banda, I Want to Know What Love Is. Las tensiones aparecieron en el grupo a fines de los 80, debiado a las diferencias en el gusto musical entre Gramm, que prefería ir más hacia el rock duro, en oposición a los intereses de Jones hacia los sintetizadores. Gramm dejó la banda en 1989, pero regresó en 1991. También en 1989 Jones lanzó su único álbum en solitario, titulado Mick Jones en el Atlantic Records. Jones es el único integrante que toca en todos los álbumes de Foreigner.
Jones coescribió junto a Eric Clapton la canción "Bad Love", del álbum Journeyman de Clapton, y en 2002 coescribió la canción "On Her Mind" de Duncan Sheik. A finales de los 90 y principios de 2000 tocó con el grupo Bill Wyman's Rhythm Kings. También coescribió algunas canciones de la banda sonora de la película Siempre Locos, entre ellas su tema central, "The Flame Still Burns", que posteriormente ha interpretado en las giras de reunión con Foreigner.
Estuvo casado con la escritora Ann Dexter-Jones, madre de Mark, Samantha y Charlotte Ronson. Ann y Mick tienen dos hijos, Annabelle Dexter-Jones y Alexander Dexter-Jones. Casados por casi 25 años, en 2007 Jones y Dexter-Jones se divorciaron. También tiene dos hijos de relaciones anteriores: Roman and Christopher Jones.

## Créditos como productor del álbum
Además de los discos de Foreigner, Jones produjo los siguientes:
- 5150 - Van Halen (1986)
- Fame and Fortune - Bad Company (1986)
- Dead, White and Blue - Flesh & Blood (1989)
- Save The Last Dance For Me - Ben E. King (1989)
- Storm Front - Billy Joel (1989)
- In Deep - Tina Arena (1997)
- Beyond Good and Evil - The Cult (2001)

## Discografía de solista
- Mick Jones (1989)